# Kabinet-Koizumi II
Het kabinet–Koizumi II (Japans: 第2次小泉内閣) was de regering van het Keizerrijk Japan van 20 november 2003 tot 20 september 2005.

## Kabinet–Koizumi II (2003–2005)
| Ambtsbekleder                     | Ambtsbekleder       | Ambtsbekleder                           | Functie                                                           | Ambtstermijn      | Ambtstermijn      | Partij |
| --------------------------------- | ------------------- | --------------------------------------- | ----------------------------------------------------------------- | ----------------- | ----------------- | ------ |
|                                   | Junichiro Koizumi   | Junichiro Koizumi 小泉純一郎 (1942)     | Premier                                                           | 26 april 2001     | 26 september 2006 | LDP    |
|                                   | Yasuo Fukuda        | Yasuo Fukuda 福田康夫 (1936)            | Secretaris- generaal                                              | 27 oktober 2000   | 8 mei 2004        | LDP    |
|                                   | Hiroyuki Hosoda     | Hiroyuki Hosoda 細田博之 (1944–2023)    | Secretaris- generaal                                              | 8 mei 2004        | 31 oktober 2005   | LDP    |
|                                   | Taro Aso            | Taro Aso 麻生太郎 (1940)                | Minister van Binnenlandse Zaken en Communicatie                   | 22 september 2003 | 31 oktober 2005   | LDP    |
|                                   | Yoriko Kawaguchi    | Yoriko Kawaguchi 川口順子 (1941)        | Minister van Buitenlandse Zaken                                   | 1 februari 2002   | 27 september 2004 | LDP    |
|                                   | Nobutaka Machimura  | Nobutaka Machimura 町村信孝 (1944–2015) | Minister van Buitenlandse Zaken                                   | 27 september 2004 | 31 oktober 2005   | LDP    |
|                                   | Sadakazu Tanigaki   | Sadakazu Tanigaki 谷垣禎一 (1945)       | Minister van Financiën                                            | 22 september 2003 | 26 september 2006 | LDP    |
|                                   | Daizo Nozawa        | Daizo Nozawa 野沢太三 (1933)            | Minister van Justitie                                             | 22 september 2003 | 27 september 2004 | LDP    |
|                                   | Chieko Nono         | Chieko Nono 南野知恵子 (1935)           | Minister van Justitie                                             | 27 september 2004 | 31 oktober 2005   | LDP    |
|                                   | Shoichi Nakagawa    | Shoichi Nakagawa 中川昭一 (1953–2009)   | Minister van Economische Zaken                                    | 22 september 2003 | 31 oktober 2005   | LDP    |
|                                   | Chikara Sakaguchi   | Chikara Sakaguchi 坂口力 (1934)         | Minister van Volksgezondheid, Arbeid en Welzijn                   | 5 januari 2001    | 27 september 2004 | NKP    |
|                                   | Hidehisa Otsuji     | Hidehisa Otsuji 尾辻秀久 (1940)         | Minister van Volksgezondheid, Arbeid en Welzijn                   | 27 september 2004 | 31 oktober 2005   | LDP    |
|                                   | Takeo Kawamura      | Takeo Kawamura 河村建夫 (1942)          | Minister van Onderwijs, Cultuur, Sport, Wetenschap en Technologie | 22 september 2003 | 27 september 2004 | LDP    |
|                                   | Nariaki Nakayama    | Nariaki Nakayama 中山成彬 (1943)        | Minister van Onderwijs, Cultuur, Sport, Wetenschap en Technologie | 27 september 2004 | 31 oktober 2005   | LDP    |
|                                   | Nobuteru Ishihara   | Nobuteru Ishihara 石原伸晃 (1957)       | Minister van Transport, Infrastructuur en Toerisme                | 22 september 2003 | 27 september 2004 | LDP    |
|                                   | Kazuo Kitagawa      | Kazuo Kitagawa 北側一雄 (1953)          | Minister van Transport, Infrastructuur en Toerisme                | 27 september 2004 | 31 oktober 2005   | NKP    |
|                                   | Yoshiyuki Kamei     | Yoshiyuki Kamei 亀井善之 (1936–2006)    | Minister van Landbouw, Bosbouw en Visserij                        | 1 april 2003      | 27 september 2004 | LDP    |
|                                   | Yoshinobu Shimamura | Yoshinobu Shimamura 島村宜伸 (1934)     | Minister van Landbouw, Bosbouw en Visserij                        | 27 september 2004 | 8 augustus 2005   | LDP    |
|                                   | Junichiro Koizumi   | Junichiro Koizumi 小泉純一郎 (1942)     | Minister van Landbouw, Bosbouw en Visserij                        | 8 augustus 2005   | 11 augustus 2005  | LDP    |
|                                   | Mineichi Iwanaga    | Mineichi Iwanaga 岩永峯一 (1941)        | Minister van Landbouw, Bosbouw en Visserij                        | 11 augustus 2005  | 31 oktober 2005   | LDP    |
|                                   | Yuriko Koike        | Yuriko Koike 小池百合子 (1952)          | Minister van Milieu                                               | 22 september 2003 | 26 september 2006 | LDP    |
|                                   | Kiyoko Ono          | Kiyoko Ono 小野清子 (1936–2021)         | Voorzitter van de Commissie voor Openbare Orde en Veiligheid      | 22 september 2003 | 27 september 2004 | LDP    |
| Minister zonder portefeuille      | Kiyoko Ono          | Kiyoko Ono 小野清子 (1936–2021)         |                                                                   | 22 september 2003 | 27 september 2004 | LDP    |
|                                   | Yoshitaka Murata    | Yoshitaka Murata 村田吉隆 (1944)        | Voorzitter van de Commissie voor Openbare Orde en Veiligheid      | 27 september 2004 | 31 oktober 2005   | LDP    |
| Minister zonder portefeuille      | Yoshitaka Murata    | Yoshitaka Murata 村田吉隆 (1944)        |                                                                   | 27 september 2004 | 31 oktober 2005   | LDP    |
| Minister voor Rampen- bestrijding | Yoshitaka Murata    | Yoshitaka Murata 村田吉隆 (1944)        |                                                                   | 27 september 2004 | 31 oktober 2005   | LDP    |
|                                   | Shigeru Ishiba      | Shigeru Ishiba 石破茂 (1957)            | Directeur- generaal van de JSDF                                   | 30 september 2002 | 27 september 2004 | LDP    |
|                                   | Yoshinori Ohno      | Yoshinori Ohno 大野 功統 (1935)         | Directeur- generaal van de JSDF                                   | 27 september 2004 | 31 oktober 2005   | LDP    |